# Pablo Darío López
Pablo Darío López (Lomas de Zamora, Provincia de Buenos Aires, Argentina, 4 de junio de 1982) es un futbolista argentino. Juega como mediocentro ofensivo y su equipo actual es Deportivo Español de la Primera C de Argentina. Tiene 42 años.

## Trayectoria
A los 8 años integró las inferiores de Club Atlético Temperley (donde fue una de las grandes "Promesas" que tuvo el "Gasolero" ese año.) permaneció por 6 años en el club para luego partir al Deportivo Español y comenzar con su carrera profesional. En Deportivo Español fue testigo de la crisis institucional que esta vivía la cual terminó con el descenso a tercera división pero luego de tres años en esta categoría logró volver a la segunda división argentina. Finalmente tras cinco años en el Deportivo Español abandona el club por el cierre de este debido a sus problemas económicos. Después de su salida del Deportivo Español se integra a las filas del Comisión de Actividades Infantiles el cual será su trampolín para jugar en el extranjero.
A principios del 2004 se vio su regreso al Club Atlético Temperley da su salto al fútbol ecuatoriano, precisamente llega al Deportivo Cuenca para dar sus primeros pasos en el fútbol extranjero. Comenzó como suplente pero de a poco fue ganando titularidad. Finalmente su primer paso por el extranjero no fue lo que se esperaba y a mitad de año regresa a Argentina y nuevamente a la segunda división pero esta vez a defender los colores del San Martín de Tucumán. Lo más lamentable es que no pudo festejar con sus excompañeros el primer título del Deportivo Cuenca.
A mitad del 2004 es transferido a San Martín de Tucumán para iniciar una nueva temporada del ascenso argentino en este nuevo equipo donde tuvo dos buenas campañas logrando en una de ellas el Torneo Argentino A con lo cual ascendieron de división. Estas campañas lo llevaron a ser esta vez contratado por Chacarita Juniors.
En Chacarita Juniors solo jugó una temporada la cual fue bastante regular. Después de su paso por Chacarita Juniors regresó a San Martín de Tucumán donde finalmente logró ascender con San Martín empatando con su antiguo equipo, Chacarita Juniors a pesar de haber sido banca en este último encuentro.
Logrado el ascenso con San Martín de Tucumán, López fue observado por Santiago Wanderers el club más antiguo de Chile que en ese entonces militaba en la segunda división de ese país. Las habilidades de López convencieron a Wanderers de contar con sus servicios con los cual López da inicio a su segunda experiencia en el extranjero.
Llegó a Wanderers como reemplazo del despedido Ezequiel Barrionuevo quien no cumplió con un buen trabajo en la zona de creación pero pasado unos partidos López comenzó a demostrar un buen rendimiento. Gracias a todo lo que López hizo durante los partidos del Torneo de Clausura de la Primera B logró ser uno de los pocos jugadores rescatables de la peor campaña de Santiago Wanderers en sus 116 años de historia de aquel entonces, incluso gracias a sus goles se evitó el descenso a Tercera División quedando también como goleador de Wanderers con 9 goles, además uno de sus goles y grandes jugadas dejaron instalado a su nuevo equipo dentro de los ocho mejores equipos de la Copa Chile 2008.
En el siguiente año López volvió a ser parte fundamental del equipo logrando importantes goles como un golazo en el Clásico Porteño contra Everton de Viña del Mar ganándose a la hinchada más aún.
Con todo lo anteriormente mencionado López se convirtió en uno de los nuevos ídolos caturros y los hinchas inicialmente esperaban que la dirigencia caturra lo retuviera en junio de 2009 que era cuando terminaba su préstamo con opción de compra y esto se cumplió, fue asegurado por cuatro años más. Finalmente termina como la gran figura del elenco caturro que logra el ascenso que lograría a fines del 2009 y hasta ahora este ha sido su mayor logró con la camiseta verde.
Desde el 2010 en la Primera División comenzaría con la irregularidad en el equipo del puerto ya que pese a convertir varios goles baja su rendimiento debido a problemas físico y lesiones con lo cual a mediados del 2011 es cortado polémicamente del plantel por el técnico, Juan Manuel Llop, siendo enviado a préstamo a Huracán para volver a jugar en la Primera B Nacional de Argentina.
En el globo no le fue tan bien como esperaban al principio del torneo, finaliza su préstamo teniendo que regresar a Wanderers pero es descartado por el club chileno siendo cedido nuevamente pero esta vez su destino sería el recién descendido Banfield. Fue incorporado por el recién descendido San Martín San Juan para jugar en Argentina, la temporada 2013 en primera B Nacional.
En 2014 volvió a su amado Deportivo Español que se encontraba desde hacía 2 años jugando en la 4.ª división (primera “C”) para ascender nuevamente a la “B” luego de ganarle el reducido a Defensores de Cambaceres.

## Clubes
| Club                               | País      | Año           | PJ  | Goles |
| ---------------------------------- | --------- | ------------- | --- | ----- |
| Deportivo Español                  | Argentina | 1998 - 2003   | 113 | 24    |
| Comisión de Actividades Infantiles | Argentina | 2003          | 17  | 7     |
| Deportivo Cuenca                   | Ecuador   | 2004          | 4   | 0     |
| San Martín de Mendoza              | Argentina | 2004 - 2006   | 72  | 15    |
| Chacarita Juniors                  | Argentina | 2006 - 2007   | 27  | 3     |
| San Martín de Tucumán              | Argentina | 2007 - 2008   | 16  | 1     |
| Santiago Wanderers                 | Chile     | 2008 - 2011   | 103 | 31    |
| Club Atlético Huracán              | Argentina | 2011 - 2012   | 30  | 7     |
| Banfield                           | Argentina | 2012 - 2013   | 22  | 2     |
| San Martín de San Juan             | Argentina | 2013-2014     | 34  | 6     |
| Audax Italiano                     | Chile     | 2014-2016     | 16  | 0     |
| Deportivo Español                  | Argentina | 2016-presente | 42  | 11    |

## Palmarés

### Campeonatos nacionales
| Título                    | Club                  | País      | Año       |
| ------------------------- | --------------------- | --------- | --------- |
| Primera "B" Metropolitana | Deportivo Español     | Argentina | 2001/2002 |
| Primera "B" Nacional      | San Martín de Tucumán | Argentina | 2007/2008 |